# 独角鬼王
独角鬼王，是西游记登场的妖怪，不受陰曹地府管轄。样貌青面獠牙、面目猙獰,因为頭上長有一個獨特的角而命名。领帅七十二洞妖王出阵,老孙领四健将随后。后来独角鬼王与七十二洞妖怪,尽被众天神捉拿去了,只走了四健将与那群猴,

## 参看
中国妖怪列表